# Hauschka
Volker Bertelmann (sinh năm 1966 ở Kreuztal) là một nghệ sĩ dương cầm và nhà soạn nhạc người Đức, chủ yếu biểu diễn và thu âm với tên gọi Hauschka. Ông được biết đến nhiều nhất với những tác phẩm của mình cho đàn piano tuỳ chỉnh.

## Cuộc đời và sự nghiệp
Volker Bertelmann sinh ra và lớn lên tại làng Ferndorf, một ngôi làng thuộc huyện Siegen-Wittgenstein, North Rhine-Westphalia. Là con thứ năm trong một gia đình gồm sáu đứa con, ông khám phá cách chơi piano ở tuổi lên tám tại một nhà thờ tổ chức Giáng sinh. Ông bắt đầu học piano cổ điển và tiếp tục học và luyện tập trong vòng mười năm sau đó.
Bertelmann thành lập ban nhạc rock đầu tiên của mình khi lên mười bốn tuổi. Trong những năm tiếp theo, ông được đặt hàng sáng tác nhạc cho truyền hình và hát trong một số ban nhạc khác. Sau khi rời khỏi trường học, ông chuyển đến Cologne, nơi ông bắt đầu học về dược và sau đó chuyển sang một khóa học về kinh tế kinh doanh, nhưng sau đó từ bỏ cả hai để tập trung vào âm nhạc. Năm 1992, ông và người anh em họ của mình thành lập bộ đôi hip-hop God’s Favorite Dog, ban nhạc được biết đến với hai bài hát Love and Pain và Sway. Họ ra mắt một album cùng hãng đĩa Epic của Sony Music và bắt đầu biểu diễn toàn quốc và thế giới, cùng với những nghệ sĩ khác với vai trò hỗ trợ cho Die Fantastischen Vier. Bộ đôi tan rã năm 1995 sau khi kết thúc hợp đồng để theo đuổi những hướng đi khác nhau.
Sau một thời gian chìm đắm, Bertelmann chuyển tới Düsseldorf và bắt đầu sáng tác âm nhạc trở lại, dựa trên những năm luyện tập piano cổ điển. Ông sáng tác nhạc cho piano và ra mắt chúng dưới nghệ danh Hauschka – một tham chiếu tới nhạc sĩ người Bohemia Vincenz Hauschka cũng như sản phẩm chăm sóc da Dr. Hauschka.
Album đầu tiên của Hauschka, Substantial, được ra mắt vào năm 2004 dưới hãng đĩa có trụ sở tại Cologne Karaoke Kalk, tiếp nối năm 2005 với The Prepared Piano cùng nhãn hãng đĩa. Trong album thứ hai này, Bertelmann đã khám phá các khả năng của cây đàn piano tuỳ chỉnh bằng cách chèn thêm những miếng da, vải nỉ hoặc cao su giữa các dây đàn piano, gói lá nhôm xung quanh các búa gõ nhạc, đặt các vật nhỏ trên dây đàn hoặc buộc chúng lại với nhau bằng dây đàn guitar hoặc băng dính. Năm 2007, album remix Versions Of The Prepared Piano được ra mắt, kết hợp với những phiên bản diễn giải mới của những bản nhạc gốc của những nghệ sĩ như Eglantine Gouzy, Barbara Morgenstern, Nobukazu Takemura, Wechsel Garland, Frank Bretschneider, Mira Calix và Tarwater.
Năm 2007, Bertelmann ký một hợp đồng thu âm với 130701, một nhãn hiệu con (imprint) của FatCat Records. Trong album năm 2008 Ferndorf, ông đã cộng tác với các nghệ sĩ chơi cello, kèn trombone và vĩ cầm. Tiếp nổi với một buổi biểu diễn cùng Magik*Magik Orchestra, Bertelmann quyết định tích hợp các nhạc cụ khác vào tác phẩm của mình, và trong tháng 1 năm 2010, những tác phẩm kết quả đã được biểu diễn ở San Francisco bởi một dàn nhạc giao hưởng chỉ huy bởi Minna Choi. Với Ian Pellicci ở vị trí kĩ sư âm thanh, họ tiến hành thu âm ở phòng thu Tiny Telephone của John Vanderslice. Volker Bertelmann sau đó thực hiện phần thu âm các bài hát piano tại Studio Zwei ở Düsseldorf, và album Foreign Landscapes được ra mắt dưới nhãn hãng đĩa 130701 sau đó trong cùng năm.
Trong album năm 2011 Salon des Amateurs, Bertelmann kết hợp với nhiều nghệ sĩ đáng chú ý như Samuli Kosminen (Múm, Edea) và Hilary Hahn, cũng như Joey Burns của ban nhạc Calexico và John Convertino. Những tác phẩm thu âm này ban đầu được dự định như là một sản phẩm phát hành chung với Foreign Landscapes, theo đó một mặt piano sẽ chỉ dự định là một trong số rất nhiều nhạc cụ, và ở mặt còn lại nó sẽ được sử dụng chủ yếu như một nhạc cụ giữ giai điệu. Tuy nhiên, những tác phẩm này không hài hoà được với nhau theo cách mà Bertelmann dự tính, vì vậy ông quyết định phát hành hai album riêng rẽ. Foreign Landscapes đại diện cho một sự thay đổi của trọng tâm từ piano tuỳ chỉnh như là một nhạc cụ độc tấu, trong khi Salon des Amateurs báo hiệu một động thái hướng tới một cách tiếp cận nhịp nhàng mạnh mẽ hơn.
Bertelmann cũng phối hợp với nghệ sĩ chơi cello Hildur Guðnadóttir trong album Pan Tone ra mắt năm 2011, trong đó mỗi bài hát được đặt tên theo một mã màu nhất định trong hệ thống màu Pantone ("#283", "#294", "Black 6", "#304", "#320", "Cool Gray 1"), và sử dụng những tông màu ấy như một điểm khởi đầu cho việc thực hiện âm nhạc. Khi nêu ý kiến về tính tạo hình của âm nhạc như là một điểm độc đáo riêng biệt, Bertelmann chia sẻ: "Tôi nghĩ âm nhạc gợi lên được rất nhiều sự kết hợp khác nhau - đó có thể là màu sắc, nó có thể được vẽ, nó có thể được viết ra bằng lời. Tôi nhận được rất nhiều phản hồi từ mọi người, từ các nghệ sĩ khác, những người sử dụng âm nhạc của tôi để khởi động, để sáng tác âm nhạc của riêng họ, để viết câu chuyện của họ, để làm tất cả các loại hình nghệ thuật. Điều này tạo cảm hứng rất lớn cho tôi - rằng tôi có thể giúp người khác sáng tạo nên tác phẩm của chính mình".
Năm 2012, Bertelmann viết nhạc cho bộ phim Glück, đạo diễn bởi Doris Dörrie, cũng như bộ phim hợp tác Đức-Israel Farewell Herr Schwarz, đạo diễn bởi Yael Reuveny. Tháng 5 năm 2012 Silfra, một album hợp tác với nghệ sĩ chơi vĩ cầm người Mỹ Hilary Hahn, được ra mắt dưới nhãn đĩa Deutsche Grammophon. Được đặt tên theo khe nứt Silfra ở Iceland, nó bao gồm mười hai tác phẩm ứng tác tức thời bởi Bertelmann và Hahn và được thu âm bởi Valgeir Sigurdsson ở Greenhouse Studios tại Reykjavík.
Bertelmann cũng góp mặt trong loạt phim tài liệu Durch die Nacht mit... trong tập Tori Amos & Hauschka, công chiếu ngày 9 tháng 2 năm 2013.
Bertelmann là một thành viên của Music A.M., một dự án phụ cùng với Stefan Schneider của To Rococo Rot và Luke Sutherland của Long Fin Killie. Hợp tác cùng Torsten Mauss, ông cũng phát hành âm nhạc điện tử dưới nghệ danh Tonetraeger.

## Danh sách đĩa hát

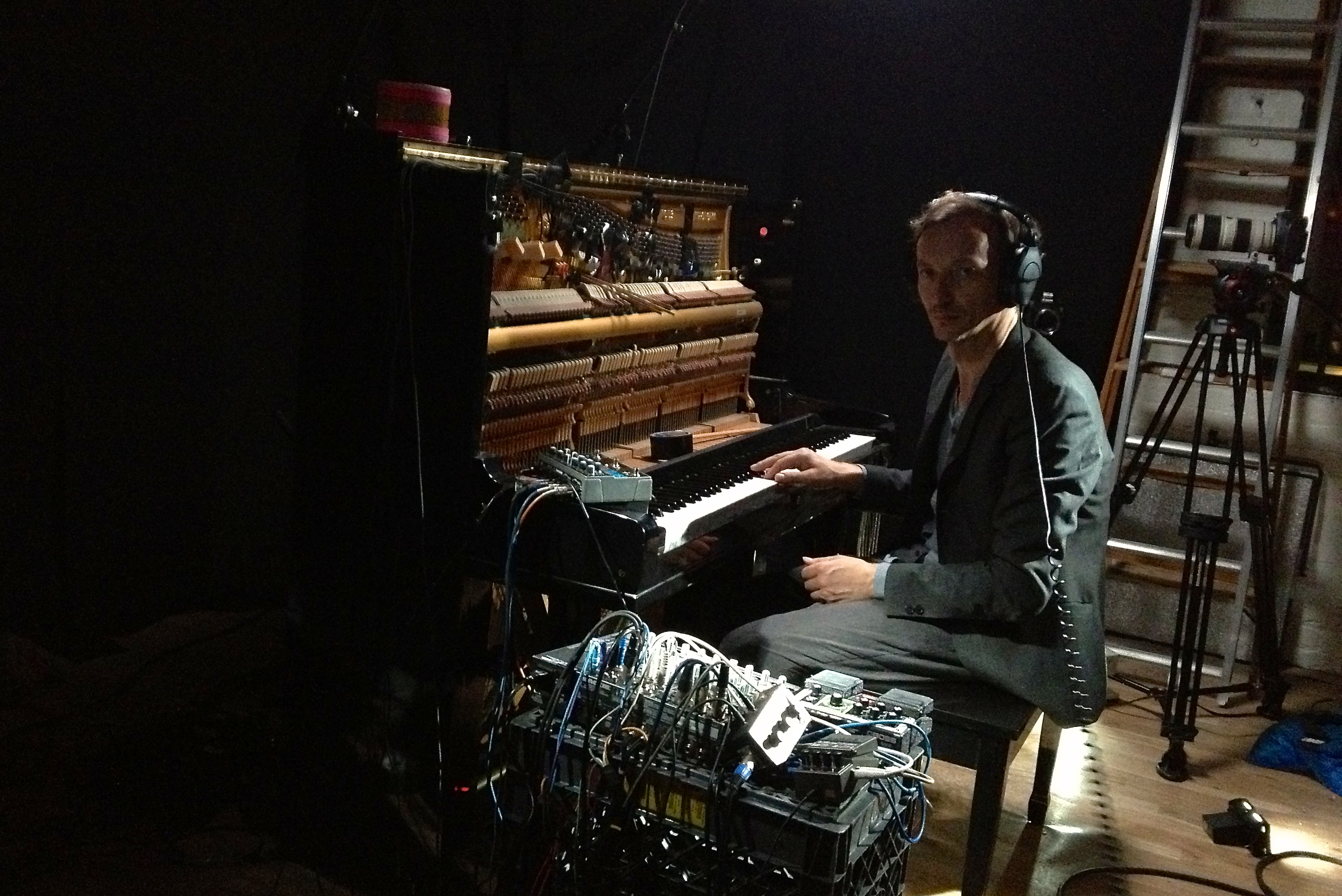
Volker Bertelmann với cây đàn piano tuỳ chỉnh, 2012

### Album
- Substantial (2004)
- The Prepared Piano (2005)
- Room to Expand (2007)
- Versions of the Prepared Piano (2007)
- Ferndorf (2008)
- Small Pieces (2009)
- Foreign Landscapes (2010)
- Salon Des Amateurs (2011)
- Pan Tone (với Hildur Guðnadóttir) (2011)
- Schwerte Box Set (Apparent Extent) (với Angela Fette & Christian Jendreiko & Hauschka & Rosilene Luduvico & Tolouse Low Trax) (2011)
- Silfra (2012)
- Abandoned City (2014)
- A NDO C Y (2015)

### Nhạc phim
- Glück (2012)
- Farewell Herr Schwarz (2013)
- Futuro Beach (2014)
- The Boy (Motion Picture Soundtrack) (2015)

### Đĩa đơn & EP
- What A Day (2006)
- Snowflakes and Carwrecks (2008)
- Small Pieces (2009)
- Youyoume (2011)
- Salon des Amateurs Remix EP1 (2012)
- Salon des Amateurs Remix EP2 (2012)

## Đời tư
Vợ của Hauschka là Hilary Hahn. Volker Bertelmann đang sống với vợ và ba đứa con ở Düsseldorf.